# Arapiraca (gemeente)
Arapiraca is een gemeente in de Braziliaanse deelstaat Alagoas. De gemeente telt 234.185 inwoners (schatting 2017).

## Aangrenzende gemeenten
De gemeente grenst aan Coité do Noia, Craíbas, Feira Grande, Igaci, Junqueiro, Lagoa da Canoa, Limoeiro de Anadia en São Sebastião.